# Ашмаров, Фёдор Иванович
Фёдор Иванович Ашмаров (24 октября [6 ноября] 1897, деревня Большие Яуши, Казанская губерния — 19 июля 1944, дер. Сунуплява, Латвийская ССР) — Герой Советского Союза, стрелок 1-й стрелковой роты 375-го стрелкового полка 219-й Идрицкой стрелковой дивизии 3-й ударной армии 2-го Прибалтийского фронта, красноармеец.

## Биография
Родился 24 октября 1897 года в деревне Большие Яуши Малояушевской волости Ядринского уезда (ныне Вурнарского муниципального округа Чувашской Республики) в крестьянской семье. По национальности — чуваш. Получил среднее образование. Рано остался сиротой. Ходил с сумой по соседним селениям, работал батраком. Участник Гражданской войны. Воевал в составе 1-й Конной армии. В 1930 году вместе с семьей переехал в Красноярский край на постоянное место жительство. С лета 1941 года работал на заводе «Красмаш» в Красноярске.
В апреле 1944 года был призван в ряды Красной Армии Ленинским районным военкоматом г. Красноярск. В Великой Отечественной войне участвовал с мая 1944 года на 2-м Прибалтийском фронте. Стрелок 375-го стрелкового полка 219-й стрелковой дивизии. Участвовал в освобождение Прибалтики от гитлеровцев. 
19 июля 1944 года, выбив фашистов с тактически важной высоты 144, прикрывающей посёлок Рундены, взвод старшего сержанта Хакимьяна Рахимовича Ахметгалина, в составе которого был и красноармеец Ф.И. Ашмаров, оказался в окружении. 11 бойцов Красной Армии несколько часов вели неравный бой с численно превосходящими силами противника. Им удалось уничтожить более двухсот немецких солдат и офицеров. Все участники обороны высоты погибли (кроме Василия Андронова, Урунбая Абдуллаева и Тишебая Карабаева).
Указом Президиума Верховного Совета СССР от 24 марта 1945 года за образцовое выполнение боевых заданий командования на фронте борьбы с немецко-фашистским захватчиками и проявленные при этом мужество и героизм красноармейцу Ашмарову Фёдору Ивановичу посмертно присвоено звание Героя Советского Союза.

## Награды
- Герой Советского Союза (посмертно)
- Орден Ленина
- Орден Славы 3-й степени

## Память
- В 1947 году прах погибших героев был перенесён в парк города Лудза (Латвия). На месте подвига установлен обелиск с именами Героев, а в городе Лудза — памятник.
- Именем Ф.И. Ашмарова названы улица в посёлке Вурнары, улица и школа в родной деревне.